# You, Me and Dupree
You, Me and Dupree is een filmkomedie uit 2006 onder regie van Anthony en Joe Russo. Mike LeSieur schreef het verhaal waar Mary Parent, Scott Stuber en Owen Wilson de productie verzorgden. De film wordt gedistribueerd door Universal Studios.

## Verhaal
Molly en Carl bereiden zich voor op hun huwelijksdag in Hawaï, tot Carls vriend Neil hen vertelt dat Dupree, hun huwelijksgetuige, zoek is geraakt. Carl en Neil rijden samen weg om Dupree op te pikken, die blijkbaar een lift heeft geregeld met een vliegtuigje nadat hij op het verkeerde eiland was geland. Wanneer Molly's vader (de CEO van het bedrijf waar Carl werkt) een toost uitbrengt op het nakende huwelijk, maakt hij humoristische opmerkingen over en ten koste van Carl, hintende naar een mogelijk probleem tussen Carl en Molly's vader tot groot genot van Dupree. Later, tijdens een feestje aan de bar, negeert Carl Dupree terwijl die een drinktraditie aan het uitvoeren is, zodat hij bij Molly kan zijn. Carl en Dupree leggen het later weer bij op het strand. Dupree verontschuldigt zich voor het lachen met de slechte grappen van Molly's vader en vertelt Carl dat hij 'Carlness' heeft.Tijdens het huwelijk daagt Dupree op met een kleine badge met daarop een bliksemflits en de letters 'BM'(Best Man). Carl en Molly trouwen en trekken in hun nieuw huis, openen de trouwcadeaus en spreken hun boodschap op het antwoordapparaat in. Wanneer Carl terug naar zijn werk gaat, het bedrijf van Molly's vader, Thompson land development, is hij verrast te horen dat hij gepromoveerd is tot projectleider van een ontwerp dat hij had ingediend, ook al is het ontwerp wat veranderd. Later komt de relatie tussen de twee steeds meer onder druk te staan wanneer het Carl duidelijk wordt dat Mr. Thompson niet naar zijn inbreng luistert. Mr. Thompson maakt absurde voorstellen, die enkel erger worden, te beginnen met Thompsons drastische wijzigingen van Carls ontwerp, de vraag of Carl Molly's achternaam wil aannemen in plaats van omgekeerd en uiteindelijk de vraag of Carl een vasectomie wil laten uitvoeren om kinderen te vermijden.
Voor hij naar huis gaat om Molly het nieuws te brengen van zijn promotie, stopt Carl bij zijn favoriete bar, waar hij Neil en Dupree aantreft. Nadat Neil vertrekt omdat hij van zijn vrouw niet te laat mag blijven, vertelt Dupree dat hij is ontslagen omdat hij geen toestemming had om zijn werk te verlaten om naar het huwelijk te gaan. Daarenboven kon hij zijn huur niet meer betalen en is hij uit zijn appartement gezet. Hij vertelt dat hij nu in een veldbed slaapt in de bar. Carl neemt Dupree mee naar huis en vraagt Molly of Dupree enkele dagen mag logeren tot hij werk heeft gevonden. Molly is beleefd, hoewel ook duidelijk gefrustreerd wanneer Dupree al zijn bezittingen het huis indraagt, waaronder een elandshoofd. De volgende ochtend vinden Carl en Molly Dupree, al slapend, naakt in hun nieuwe sofa.
Tijdens zijn verblijf is het duidelijk dat Dupree slechts een beetje moeite doet om werk te vinden, in een sollicitatiegesprek zegt hij dat hij geen werkpaard is en wil werken om te leven, niet wil leven om te werken.
Hij is storend en slordig, doet de badkamer overstromen en wandelt binnen in de slaapkamer van Carl en Molly. Molly regelt een afspraakje met een collega van haar, een onderwijzeres. Dupree gaat akkoord. Molly is gechoqueerd wanneer ze die avond binnenkomt en de twee ziet in een gênante situatie. Romantische kaarsen zetten de voorkant van de woonkamer in brand en Dupree wordt buitengezet. Later wordt het duidelijk dat Dupree boter gebruikte als glijmiddel tijdens de seks met zijn date.
Ondertussen raakt Carl steeds meer overspannen door zijn werk. Toch vinden ze de tijd om uit eten te gaan. Op de terugweg vinden ze Dupree zittend op een bank in de gietende regen. Molly staat erop dat ze hem terug in huis nemen. Carl maakt hem duidelijk dat hij zich deze keer moet gedragen. De volgende dag maakt Dupree het goed door de hele woonkamer op te knappen, Carls bedankbriefjes te schrijven voor de trouwcadeaus en bevriend te raken met de kinderen uit de buurt. Carl vraagt Dupree om een toespraak te gaan geven tijdens de carrièredag op Molly's school omdat hij zelf helemaal vastzit in het werk. Dupree valt in en slaagt er zelfs in om de kinderen te inspireren. Die avond kookt Dupree een uitgebreid diner voor Molly en Carl, al is Carl wederom te laat. Dupree en Molly beginnen dan maar zonder hem. Wanneer Carl eindelijk thuiskomt, is hij een beetje jaloers dat ze samen dineerden, en een ruzie breekt uit.
De volgende avond masturbeert Dupree terwijl hij naar porno kijkt die Carl verborgen hield voor Molly. Molly komt naar beneden en ontdekt wat hij aan het doen is. Carl wordt wakker en is bezorgd dat Molly zijn collectie heeft ontdekt. Dat heeft ze inderdaad en ze is kwaad op Carl. Onder druk gooit hij zijn collectie weg. Neil hoort dit en is gechoqueerd. Hij komt naar het huis en 'redt' de collectie uit het afval.
Carl gooit Dupree uit het huis, omdat hij vermoedt dat Dupree en Molly een affaire hebben. Wat Dupree schokt. De volgende avond komt Mr. Thompson dineren. Dupree wordt buiten gevonden nadat hij van het dak is gevallen. Molly vraagt hem binnen om mee te eten. Dit zeer tegen de zin van Carl. Nadat Mr. Thompson blijkbaar Dupree begint te appreciëren (voornamelijk om Carl te irriteren, wat Molly ook doorheeft) wordt Carl woedend en springt over de tafel en knijpt Dupree's keel dicht. Nadat hij teruggekeerd is uit het ziekenhuis met een neksteun en Molly Mr. Thompson confronteert met wat hij werkelijk denkt over zijn schoonzoon, is Carl al weg uit het huis. De volgende ochtend schakelt Dupree alle kinderen uit de buurt in om Carl te vinden. Dupree vindt Carl uiteindelijk in de bar en overtuigt hem om achter Molly aan te gaan nadat Carl realiseert hoeveel Molly voor hem betekent. Dupree helpt Carl om in Mr. Thompson's kantoor in te breken. Terwijl Dupree Paco, de veiligheidagent, afleidt, stapt Carl Mr. Thompsons kantoor binnen en confronteert hem. De twee bereiken eindelijk wederzijds respect en Thompson geeft toe dat hij opzettelijk Carl zwartmaakte. Dupree, achternagezeten door Paco, valt door het dak en landt op de tafel in het midden van Thompson's kantoor. Dupree en Carl gaan terug naar het huis, waar Carl en Molly elkaar in de armen vallen. Carl verontschuldigt zich en gaat akkoord om alles uit te praten. Dupree springt in de lucht van plezier. In de epiloog zien we dat Dupree een motivatiespreker wordt.

## Rolverdeling
- Owen Wilson - Dupree
- Kate Hudson - Molly
- Matt Dillon - Carl
- Michael Douglas - Mr. Thompson
- Seth Rogen - Neil
- Amanda Detmer - Annie
- Bill Hader - Mark
- Lance Armstrong - zichzelf